# Volcán Cacho Negro
El volcán Cacho Negro es un estratovolcán inactivo de Costa Rica. Se encuentra ubicado en la cordillera Volcánica Central, al norte del volcán Barva, en el centro del país. Posee una altitud de 2150 m s. n. m. Su edificio volcánico se encuentra protegido dentro del parque nacional Braulio Carrillo.

## Toponimia
Antiguamente fue llamado volcán Arenales. El nombre actual es por la forma característica de su cúspide, cuyo perfil semeja un cuerno.

## Aspectos físicos
Es un estratovolcán de forma cónica, ubicado a unos 9 km del volcán Barva, sobre cuya estructura caldérica el Cacho Negro edificó su edificio volcánico (1550 m s. n. m.). Su cono presenta restos de un cráter abierto hacia el noroeste, con presencia de profundos barrancos. Presenta otro cono "parásito" (1915 m s. n. m.) hacia el sur. Posee varias coladas de lava prehistórica con esparcimiento radial. El cráter principal está profundamente derruido en su sector norte, constituyendo un cráter desportillado. Sus rocas son de predominio andesítico-basálticas. Posee una superficie aproximada de 30 km².

## Actividad volcánica
Se ha documentado la presencia de actividad volcánica secundaria con la presencia de fuentes termales, pero no se ha logrado determinar científicamente sus características (ubicación precisa, geoquímica, temperatura), esto debido a lo difícil de su acceso, debido a la selva exuberante, la topografía del terreno y el clima lluvioso. No ha registrado erupciones en los últimos 100 años. El riesgo volcánico es mínimo al hallarse en un región selvática. No posee sistemas de vigilancia volcánica.

## Recursos naturales
Se destaca por la exuberancia de los bosques que lo cubren, y por las diversas y altas cascadas que se observan en sus flancos inferiores. Su superficie forma parte del área protegida por el parque nacional Braulio Carrillo. El volcán es visible desde la ruta 32 entre San José y Guápiles.

## Ruta de ascenso
Existen registros de un ascenso en 1988, posterior a eso entre 2016 y 2017 han incursionado grupos desde el Río Puerto Viejo, ingresando en dirección suroeste y registrando un ascenso a la cumbre en febrero de 2017, casi 30 años después. [cita requerida]